# Muara Dua (Tanah Abang)
Muara Dua is een bestuurslaag in het regentschap Muara Enim van de provincie Zuid-Sumatra, Indonesië. Muara Dua telt 1157 inwoners (volkstelling 2010).